# 小野寺佳歩
小野寺 佳歩（おのでら かほ、女性、1991年11月11日 - ）は、日本の女子カーリング選手。フォルティウスでサードを務める。北海道電気保安協会所属、陸上競技選手、身長164cm。

## 来歴
北海道北見市常呂町出身。ロコ・ソラーレでコーチを務める小野寺亮二を父に持つ。ロコ・ソラーレ所属のカーリング選手の吉田知那美、鈴木夕湖は常呂中学校時代の同級生でもある。吉田に誘われて1学年次にカーリングを始めて数多くの大会に出場し、2006年の日本カーリング選手権で小笠原歩が率いるチーム青森に勝利して3位に入賞し、2009年11月にはチーム常呂高校のリザーブとしてバンクーバーオリンピック日本代表決定戦に出場した。「走るのが好き」でカーリングだけでなく陸上競技も得手で、常呂高校在学中は100mハードルや七種競技などでインターハイに出場し、2010年4月に陸上競技の推薦枠で中京大学体育学部へ進学した。
大学陸上部の練習中に訪れた吉田と小笠原の勧誘を受けて再び陸上競技とカーリングの両立を決意し、2011年4月に新チームの北海道銀行フォルティウス（現：フォルティウス）に参加した。フォルティウスは2013年9月の全農・カーリングソチオリンピック世界最終予選日本代表決定戦の決勝戦で中部電力に勝利し、日本代表となった。練習量不足で悩んでいた小野寺は「これから上げていき、ソチオリンピックを目指す」と語った。小野寺の所属するフォルテウスは2013年12月のソチオリンピック世界最終予選のオリンピック出場決定戦でノルウェーに逆転勝ちを収め、オリンピック出場を決めた。小野寺は「夢は五輪の表彰台」と語った。
2014年2月のソチオリンピック初戦前日にインフルエンザ罹患が分かってリザーブにまわり、快復後は復帰し、日本チームは予選リーグ5位。
2014年4月に中京大学の卒業と同時に北海道銀行へ入行。ソチオリンピックの健闘が評価されて大学時代に在住した愛知県より『愛知県スポーツ功労賞』が贈られた。
2018年3月に行われた世界選手権では、チーム富士急のリザーブ西室淳子の産休に伴う代役として出場した。
2022年4月、フォルティウスのトップスポンサーとなった北海道電気保安協会と雇用契約を締結

## チーム

### 4人制女子
| シーズン | フォース   | サード     | セカンド   | リード                | リザーブ              | 主な大会                |
| -------- | ---------- | ---------- | ---------- | --------------------- | --------------------- | ----------------------- |
| 2005–06  | 吉田知那美 | 中川ともな | 小野寺佳歩 | 鈴木夕湖              | 小笠原茉由            | JCC 2006                |
| 2006–07  | 吉田知那美 | 小野寺佳歩 | 吉田夕梨花 | 鈴木夕湖              |                       | JCC 2007                |
| 2007–08  | 吉田知那美 | 小野寺佳歩 | 吉田夕梨花 | 鈴木夕湖              | 小笠原茉由            | JCC 2008                |
| 2008–09  | 吉田知那美 | 吉田夕梨花 | 小野寺佳歩 | 鈴木夕湖              | 小笠原茉由            | JCC 2009                |
| 2009–10  | 吉田知那美 | 吉田夕梨花 | 小野寺佳歩 | 鈴木夕湖              |                       |                         |
| 2011–12  | 小笠原歩   | 船山弓枝   | 小野寺佳歩 | 苫米地美智子          | 吉田知那美            | JCC 2012                |
| 2012–13  | 小笠原歩   | 船山弓枝   | 小野寺佳歩 | 吉田知那美            | 苫米地美智子          |                         |
| 2013–14  | 小笠原歩   | 船山弓枝   | 小野寺佳歩 | 苫米地美智子          | 吉田知那美            | PACC 2013, OQE, OG 2014 |
| 2014–15  | 小笠原歩   | 吉村紗也香 | 小野寺佳歩 | 船山弓枝 / 近江谷杏菜 | 近江谷杏菜 / 井田莉菜 | PACC 2014, WWCC 2015    |
| 2015–16  | 小笠原歩   | 吉村紗也香 | 小野寺佳歩 | 近江谷杏菜            |                       | [ 19 ]                  |
| 2016–17  | 小笠原歩   | 船山弓枝   | 吉村紗也香 | 小野寺佳歩            | 近江谷杏菜            | [ 20 ]                  |
| 2017–18  | 小笠原歩   | 小野寺佳歩 | 船山弓枝   | 近江谷杏菜            | 吉村紗也香            | [ 21 ]                  |
| 2017–18  | 小穴桃里   | 小谷優奈   | 石垣真央   | 小谷有理沙            | 小野寺佳歩            | WWCC 2018               |
| 2018–19  | 吉村紗也香 | 小野寺佳歩 | 近江谷杏菜 | 船山弓枝              |                       | [ 22 ]                  |
| 2019–20  | 吉村紗也香 | 小野寺佳歩 | 近江谷杏菜 | 船山弓枝              |                       |                         |
| 2020–21  | 吉村紗也香 | 小野寺佳歩 | 近江谷杏菜 | 船山弓枝              | 伊藤彩未              | JCC 2021                |
| 2021–22  | 吉村紗也香 | 小野寺佳歩 | 近江谷杏菜 | 船山弓枝              | 小林未奈              | JCC 2022                |
| 2022–23  | 吉村紗也香 | 小野寺佳歩 | 近江谷杏菜 | 小林未奈              | 船山弓枝              | HBCC 2022               |
| 2023–24  | 小谷優奈   | 小野寺佳歩 | 近江谷杏菜 | 小林未奈              | 船山弓枝              | JCC 2024                |
| 2024–25  | 吉村紗也香 | 小野寺佳歩 | 小谷優奈   | 近江谷杏菜            | 小林未奈              | JCC 2025                |

### ミックスダブルス
| シーズン | 女性       | 男性       | 主な大会   |
| -------- | ---------- | ---------- | ---------- |
| 2007–08  | 小野寺佳歩 | 小野寺亮二 | JMDCC 2007 |
| 2016–17  | 小野寺佳歩 | 谷田康真   | JMDCC 2017 |